# Henrya henryi
Henrya henryi är en snäckart som beskrevs av Bartsch 1947. Henrya henryi ingår i släktet Henrya och familjen Ebalidae. Inga underarter finns listade i Catalogue of Life.